# 隠岐騒動
隠岐騒動（おきそうどう）は、幕末の慶応4年（1868年）に松江藩が実効支配していた隠岐国で発生した騒動。隠岐島民が松江藩の郡代を追放し、80日間にわたる自治を行った。雲藩騒動（うんぱんそうどう）ともいわれる。

## 騒動までの経緯
寛永15年（1638年）の松平直政の松江への入部以来、江戸幕府の直轄領である隠岐は松江藩の預地となっていた。
隠岐では中村出身の中沼了三が天保6年（1835年）に上京しており、鈴木遺音に儒学を学んだ後、烏丸竹屋町に私塾を開いていた。幕末期には隠岐出身の井上甃介や中西毅男などの若者が上京して中沼に入門しており、中西は隠岐に帰って私塾「膺懲館」を開いていた。
嘉永5年（1853年）の黒船来航以来、隠岐でも外国船の出現や上陸などがあり松江藩では対応を迫られた。松江藩は文久3年（1863年）に、隠岐の軍備増強のため、当時全国的に導入されつつあった農兵制を隠岐で採用し、藩士の錦織録蔵がこれを指導した。しかし、隠岐の島内では疫病や凶作による食糧難と米の高騰が続いており、慶応元年（1865年）には西郷で打ちこわしが発生した。農兵の暴動を恐れた松江藩は、慶応3年（1867年）5月には武芸差留を布告して農民の武器の所持を禁じ農兵隊は廃止された。
中西や井上の師にあたる中沼了三は元治元年（1864年）に大和国の十津川に「文武館」（現・奈良県立十津川高等学校）を設立していた。慶応3年（1867年）に隠岐に戻った中西は井上や忌部正弘らとともに5月に松江藩の郡代である山郡宇右衛門に「文武館」設置の嘆願書を提出したが認められず、翌月再提出した嘆願書も再び却下された。12月には松江藩に直接直訴するため安部運平が松江に赴いて嘆願書を提出したが却下された。そのため島民有志は徳川慶喜への直訴をしようと京都に向かうことを決意する。忌部、中西、井上ら11人は慶応4年（1868年）2月に密かに脱島したが、悪天候のため浜田に漂着し、浜田藩を占領していた長州藩の取り調べを受けた。そして、この時、王政復古がなったことを知って帰島した。
一方、松江藩とは大久村庄屋の齋藤村之助が交渉に当たっていたが、山陰道鎮撫使総監の西園寺公望から隠岐国の庄屋方へ宛てられた書状を、松江藩の役人が庄屋らに渡る前に開封していたことが露見した。この書簡には隠岐が松江藩預から朝廷御領に移されたことが書かれていた。

## 郡代の追放と自治
慶応4年（1868年）3月15日、国分寺で庄屋職の会合が開かれたが、意見は松江藩の郡代追放を主張する「正義党」と反対する「出雲党」に分かれていた。
直後、正義党の100人が横地官三郎宅で郡代の追放を決定。そして3月19日、住民およそ3000人が隠岐郡代の陣屋を取り囲んで、郡代に6箇条からなる要求を行い島外退去を迫り、翌日に山郡は藩船で隠岐を離れた。以後、施政機関としての総会所が陣屋に設置され、島民による自治が開始された。
『隠岐島誌』によると次のような自治組織だった。
- 総会所頭取
  - 兼算用衆
- 会議所
- 周旋方
- 文事頭取
- 軍事方頭取
- 撃剣頭取
- 武具方
- 兵糧方
  - 同世話方
- 算用調方
- 廻船方頭取
- 三町壮士附添
- 記録方
- 直用掛
- 警衛頭取
- 目付役

## 騒動のその後
4月1日、中西毅男は明治政府から、隠岐が天朝領であることの確認と自治の認定を受けようと京都へ向かったが、思うような回答がないまま時が過ぎた。
一方、松江藩は隠岐の早期の奪還を画策しており、1868年4月13日に新政府太政官から隠岐取締りの指令が出された。4月末から松江藩兵が次々と上陸し、5月10日の戦闘により松江藩は陣屋を奪還した（死者14人、負傷者8人）。しかし、新政府は島民の取締りに兵力が用いられたことや、その事件の経緯が鳥取藩（因州藩）によって間接的に伝えられたことなどを問題視し、隠岐に監察使を派遣して取り調べを行うことを指示した。鳥取藩は事件の収拾の名目で景山龍造を派遣した。このとき隠岐には会津討征のために長州藩の丁卯丸と薩摩藩の乾行丸が入港しており、景山と丁卯丸を率いる山田顕義に面識があったことから、鳥取藩のほか薩摩藩と長州藩も事態の収拾にあたった。5月28日には新政府から派遣された土肥謙蔵（鳥取藩出身）が隠岐に到着したため景山は隠岐を離れた。松江藩は土肥の取調べを受け、最終的に藩兵側から発砲したことを認めた。その後、明治元年11月6日に鳥取藩に対して隠岐取締りの指令が出され、鳥取藩に事務が引き継がれた。なお『隠岐島誌』では土肥の離島後に会議所や総会所などの機関が一時的に復活したとする一方、この一件により松江藩から鳥取藩の支配に帰したと記しており明治新政府は自治を公式には認めていなかったとされている。鳥取藩による管轄も隠岐県の設置により終了した。
明治4年、島民と松江藩双方の騒動に関係した者が罰せられ、一連の騒動は決着した。